# Carrier
Els carrier o takuli són una tribu índia del grup na-dené, el nom de la qual prové de takulli "poble que camina sobre les aigües", significació d'origen dubtós, però que eren anomenats pels anglesos Carrier i pels francesos Porteur, pel costum de les vídues de dur en unes alforges les cendres de llurs marits mort durant tres anys, però darrerament al Canadà han pres oficialment el nom de Dakelh. Es dividien en 15 bandes.

## Localització
Vivien a ambdós marges del riu Fraser i del llac Stuart, entre la costa i les muntanyes Rocoses, al centre de la Colúmbia Britànica.

## Demografia
El 1980 quedaven 2.200 individus, dels quals només 1.600 parlaven la llengua. Segons l'Enciclopèdia Britànica, el 1970 eren 4.500 individus.
Segons el cens canadenc del 2001, eren 6.614 individus dividits en bandes: Burns Lake (92 h), Cheslatta (299 h), Lheidli T'enneh (309 h), Nadleh Whuten (407 h), Kluskus (184 h), Lake Babibe (2.120 h), Nazko (305 h), Quesnel (138 h), Stellaquo (399 h), Saik'uz First Nation (851 h), Takla Lake (628 h) i Ulkatcho (882 h), totes elles a la Colúmbia Britànica.

## Costums
Tenien molts costums adaptats dels indis de la cultura del Nord-oest, com els rangles socials i la celebració del potlacht. S'alimentaven de salmó, de cacera local i recollien plantes silvestres, baies i arrels. Explotaven la fusta del bosc i construïen amb ella barques, canoes, armes, vaixella de cuina i pilars de crestes nobiliàries, encara que amb una qualitat artística inferior a la dels nootka i tlingit.
Els del sud vivien en cases semisubterrànies, i els del nord en cases de planxes de fusta i pals simultanejats, com llurs veïns costaners. Anmbdós tipus de cases eren comunals, influïts per les dels bellacoola i gitskan. Eren semisedentaris, tenien llars estacionals en llogarrets regularment organitzats.
La seva organització social era com la dels indis de la costa Nord-oest, en classes estructurades i elaborades compostes per nobles, comuns i esclaus, tots ells amb obligacions complexes, com les de no casar-se amb els de la pròpia nissaga, clan o casa. Cada subgrup tenia drets exclusius sobre llur territori, i la intrusió d'altres grups constituïa el camp de represàlies sagnants o altes compensacions. També practicaven el potlacht, costum de donar i rebre regals amb festes i cerimònies per a celebrar esdeveniments com matrimonis, funerals o ennobliments.
Les seves creences estaven centrades en un Déu del Cel gran i vague, ajudat per innumerables esperits naturals, amb els quals hom contactava mitjançant visions, somnis, ritus i màgia. Creien també en la reencarnació i en el més enllà.

## Història
El primer europeu que els visità fou Alexander Mackenzie, de la North West Company, el 1793. Novament foren visitats en l'expedició de Simon Fraser el 1805-1806.
El 1843 el p. Demers va establir entre ells una missió catòlica, però el 1850 començaren a ser invadits pels minaires, que els van introduir les malalties, l'alcohol i l'aculturació, que trencarien amb llur medi tradicional de vida.
Des del 1870 cadascuna de les 15 bandes ha fet tractats de terres i reserves amb el govern canadenc, i el 1885 els va travessar el territori la Canadian Pacific Railroad, cosa que ha accelerat l'aculturació.